# Tomasz Baraniecki
Tomasz Baraniecki (ur. 29 grudnia 1801, zm. 20 maja 1859 w Jarmolińcach) – polski lekarz, społecznik i filantrop.

## Życiorys
Urodził się 29 grudnia 1801 w okolicach Buczacza, na Podolu w rodzinie Józefa Baranieckiego herbu Sas. Podstawowe wykształcenie pobierał w Buczaczu, zaś studia, początkowo z literatury, a na koniec z medycyny, zdobył w 1825 na Uniwersytecie Wileńskim.
Na stałe osiadł w Jarmolińcach, gdzie prowadził praktykę lekarską. Dał się poznać jako znakomity lekarz, a pacjenci przybywali do niego z całej okolicy. Wspierał swoją wiedzą i środkami finansowymi biednych i potrzebujących.
Żonaty z Konstancją Bukar, z którą miał jedną córkę i trzech synów, najstarszym był Adrian Baraniecki. Jednym ze starszych braci Tomasza był Łukasz Baraniecki.
Zmarł 20 maja 1859 Jarmolińcach, został tam pochowany i upamiętniony pięknym pomnikiem z labradoru.

## Publikacje
- "O amputacyjach w ogólności" przez Dra H. J. Brunninghausena, Wilno 1824, tłumaczenie
- "Traktat chirurgiczny o chorobach pęcherza" przez Bella, Wilno, 1825, tłumaczenie
- "De morbis sacci lacrymalis", Wilno 1825